# In de hoofdrol
In de hoofdrol was een Nederlands praatprogramma van de AVRO, waarbij elke aflevering rond het leven van één bekende gast draaide. Het programma was gebaseerd op het Amerikaanse This Is Your Life.

## Verloop
In de hoofdrol werd voor het eerst gepresenteerd in 1960 en 1961 door Mies Bouwman. Van 1985 tot en met 1987 en in seizoen 1992/1993 werden nieuwe afleveringen van het programma uitgezonden, opnieuw gepresenteerd door Bouwman. Het laatste seizoen uit 1992 bestond uit zes afleveringen, maar vervolgens stopte Bouwman abrupt met haar televisiewerkzaamheden.
Tussen 1996 en 2000 werd door de VARA een soortgelijk programma uitgezonden als De show van je leven door Astrid Joosten.
In 2008 werd geprobeerd In de hoofdrol nieuw leven in te blazen, ditmaal gepresenteerd door Frits Sissing. Het bracht de AVRO echter niet het succes dat men ervan verwacht had en het programma verdween na één seizoen weer van de buis.